# San Francesco (Viterbo)

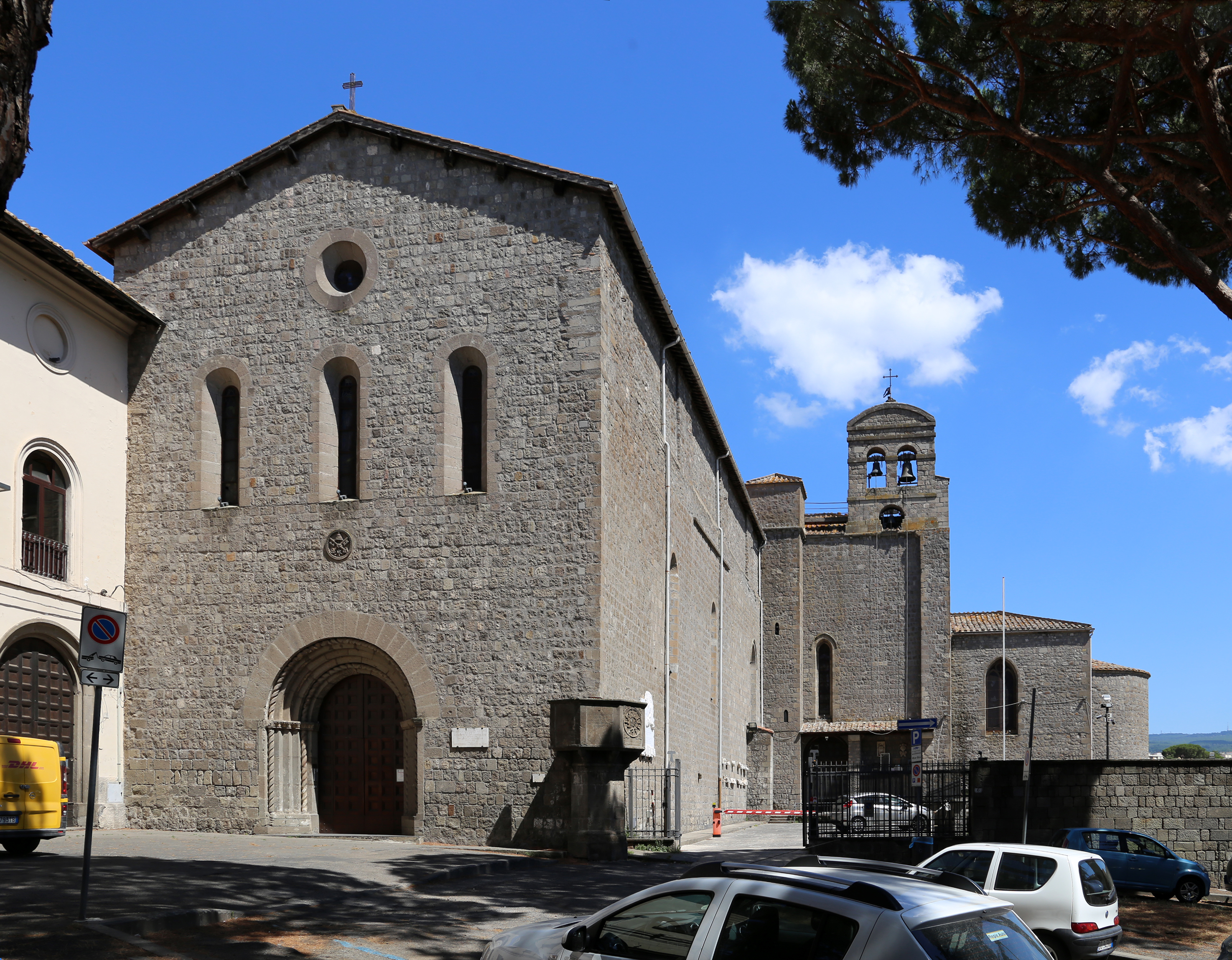
San Francesco

Die Basilika San Francesco alla Rocca ist eine Kirche in Viterbo in der italienischen Region Latium. Sie befindet sich auf dem Colle di Sonza in der Nordostecke der Stadtmauer bei der Porta Fiorentina: Sie ist dem Heiligen Franz von Assisi geweiht und trägt seit 1949 den Titel einer Basilica minor.

## Baugeschichte
Die Kirche wurde ab 1236 auf dem Gelände des Castello di Sonza, das Papst Gregor IX. den Franziskanern schenkte, errichtet. Der 1208 erbaute Palazzo degli Alemanni wurde in das angeschlossene Klostergebäude integriert. Das Kloster beherbergte bis zu seiner Auflösung 1873 die Theologische Franziskanische Universität.
Die Kirche wurde im 16. und 17. Jahrhundert restauriert und barockisiert.
Nach Zerstörungen im Zweiten Weltkrieg wurde die Kirche bis 1953 wiederhergestellt und dabei die barocken Zutaten wieder entfernt.

## Äußeres
Die schlichte Fassade hat ein romanisches Portal mit Spiralsäulen. Die ursprüngliche Fassade besaß noch einen Portikus und war mit Fresken geschmückt. An der rechten Ecke wurde 1428 eine Außenkanzel zugefügt von der Bernhardin von Siena predigte.

## Inneres

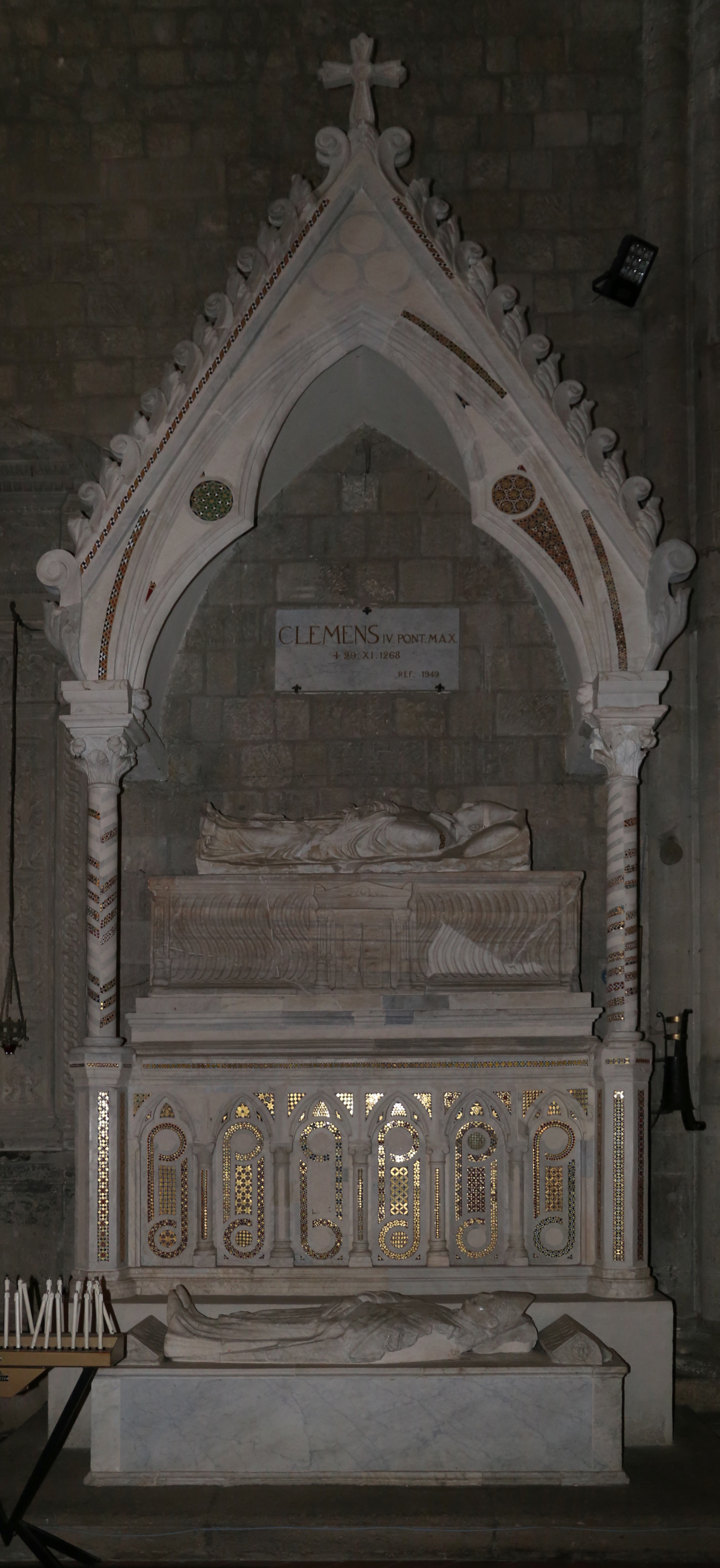
Grab Clemens IV.

Die Basilika hat als Grundriss ein Lateinisches Kreuz mit quadratischer Apsis und offenem Dachstuhl.
Berühmt sind die Papstgrabmäler. 1270 schuf Pietro di Oderisio die letzte Ruhestätte für Papst Clemens IV. 1276 erbaute Arnolfo di Cambio die Grabstätte für Papst Hadrian V. mit Kosmatendekoration.